# Standard Icon Naming Specification
De Standard Icon Naming Specification is een standaard van freedesktop.org en definieert de namen voor de meest voorkomende pictogrammen en de gebruikte metaforen. Het is bedoeld om de uitwisseling van computericoontjes voor gebruikers te vereenvoudigen, doordat de icoontjes voor bepaalde functies in verschillende thema's dezelfde naam hebben gekregen. Op die manier kan er eenvoudig van icoonset worden gewisseld afgestemd op het thema en hoeft er niet per icoon een andere ingesteld te worden. 
Tevens definieert de Standard Icon Naming Specification welke icoontjes minimaal aanwezig dienen te zijn. Aanvullend hierop zijn er uitbreidingen beschikbaar voor aanvullende icoonlijsten voor uitgebreide sets.
De standaard wordt gebruikt in verschillende desktops, zoals KDE en GNOME. 

## Geschiedenis
In 2005 werd er een begin gemaakt met het definiëren van de naamspecificaties en de daarbij horende richtlijnen. In de daarop volgende periode werden ontbrekende icoontjes aangevuld en delen herzien.

## Opbouw
De verschillende iconen van een icoonset worden ingedeeld in contextgroepen die ieder een eigen directory hebben.
| Contextgroep   | Omschrijving | Directory  |
| -------------- | --- | ---------- |
| Acties         | Iconen die in het algemeen gebruikt worden in menu's en dialoogvensters voor interactie met de gebruiker.                                                | actions    |
| Animaties      | Geanimeerde afbeeldingen gebruikt voor het laden van websites of een andere achtergrondprocessen.                                                        | animations |
| Applicaties    | Iconen die het type applicatie weergeven voor gebruik in menu's, vensterdecoraties en takenlijsten.                                                      | apps       |
| Categorieën    | Iconen die gebruikt worden voor bepaalde type categorieën in menu's en bestandsbrowsers.                                                                 | categories |
| Apparaten      | Iconen voor hardware als daarmee verbinding wordt gemaakt.                                                                                               | devices    |
| Emblemen       | Iconen voor tags en eigenschappen van bestanden en mappen, die worden weergegeven in de bestandsbrowser, zoals voor "read-only" of "foto's".             | emblems    |
| Emoties        | Iconen voor smileys voor chatprogramma's, zoals :-) of :-P.                                                                                              | emotes     |
| Internationaal | Iconen voor internationale duidingen zoals vlaggen. | intl       |
| Mime Types     | Iconen voor verschillende typen van data, zoals audio en afbeeldingen.                                                                                   | mimetypes  |
| Plaatsen       | Iconen voor locaties in het lokale bestandssysteem of op netwerklocaties, zoals de prullenbak, mappen en werkgroepen.                                    | places     |
| Status         | Iconen voor het tonen van een bepaalde status, zoals voor foutmeldingen, waarschuwingen, het weer, meldingen van afspraken en de status van de batterij. | status     |

## Projecten die de standaard volgen
Projecten die gebruikmaken van deze standaard zijn onder andere de volgende.
- GNOME
- KDE
- Oxygen Project
- Tango Desktop Project